# Estramiac
Estramiac is een gemeente in het Franse departement Gers (regio Occitanie) en telt 132 inwoners (1999). De plaats maakt deel uit van het arrondissement Condom.

## Geografie
De oppervlakte van Estramiac bedraagt 9,4 km², de bevolkingsdichtheid is 14,0 inwoners per km².
De onderstaande kaart toont de ligging van Estramiac met de belangrijkste infrastructuur en aangrenzende gemeenten.

## Demografie
Onderstaande figuur toont het verloop van het inwonertal (bron: INSEE-tellingen).